# PGC 1644527
LEDA/PGC 1644527 ist eine elliptische Galaxie vom Hubble-Typ E im Sternbild Pegasus nördlich der Ekliptik. Sie ist schätzungsweise 765 Millionen Lichtjahre von der Milchstraße entfernt. Im selben Himmelsareal befinden sich u. a. die Galaxien IC 5336 und IC 5337.